# Zall Bastar
Zall Bastar là một đô thị trong quận Tirana thuộc hạt Tirana, Albania. Dân số năm 2005 là 5585 người.